# Psy (Sänger)

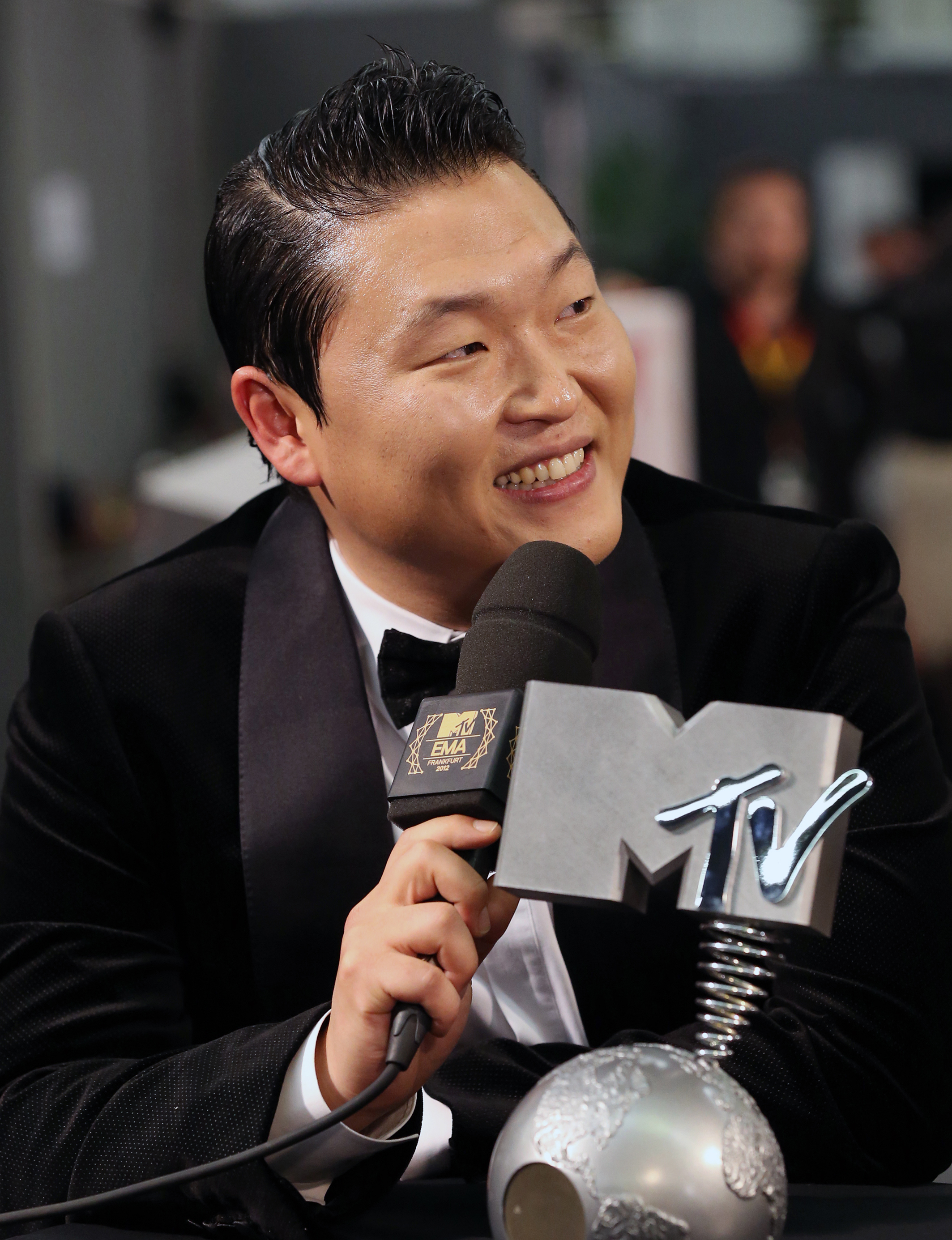
Psy (2012)

Park Jae-sang (kor. 박재상; * 31. Dezember 1977 in Seoul), bekannt unter seinem Künstlernamen Psy (Aussprache [saɪ], kor. 싸이, stilisierte Schreibweise PSY), ist ein südkoreanischer K-Pop-Sänger, Rapper, Tänzer und Musikproduzent. Internationale Bekanntheit erlangte er durch den Song Gangnam Style im Jahr 2012.

## Leben

### Ausbildung
Park Jae-sang verbrachte seine ersten Lebensjahre im Seouler Stadtteil Gangnam, in dem sein Vater als Unternehmer tätig war. Im Jahr 1996 nahm Park sein Studium in den USA an der Boston University auf, brach es aber schon nach kurzer Zeit wieder ab. 1998 schrieb er sich, ebenfalls in Boston, am Berklee College of Music ein und belegte dort zahlreiche Kernfächer. Im Jahre 2000 kehrte er in seine Heimatstadt zurück, ohne jedoch einen Hochschulabschluss erhalten zu haben.

### 2001–2009: Frühe Karriere und erste Erfolge
Im Januar 2001 veröffentlichte Psy sein Debütalbum PSY from the Psycho World! Für die antiamerikanischen Texte in seinen Rap-songs (Killer (2002), Dear American (2004)) entschuldigte er sich im Dezember 2012 öffentlich auf MTV News. 2006 konnte Psy bei der Mnet Asian Music Awards den Best Video Performer of the Year-Award gewinnen.
In Südkorea müssen Männer im Alter von 18 bis 35 Jahren einen Wehrdienst von mindestens 21 Monaten Länge ableisten, was Psy in den Jahren 2008 und 2009 tat.

### 2010–2012: Wechsel zu YG Entertainment

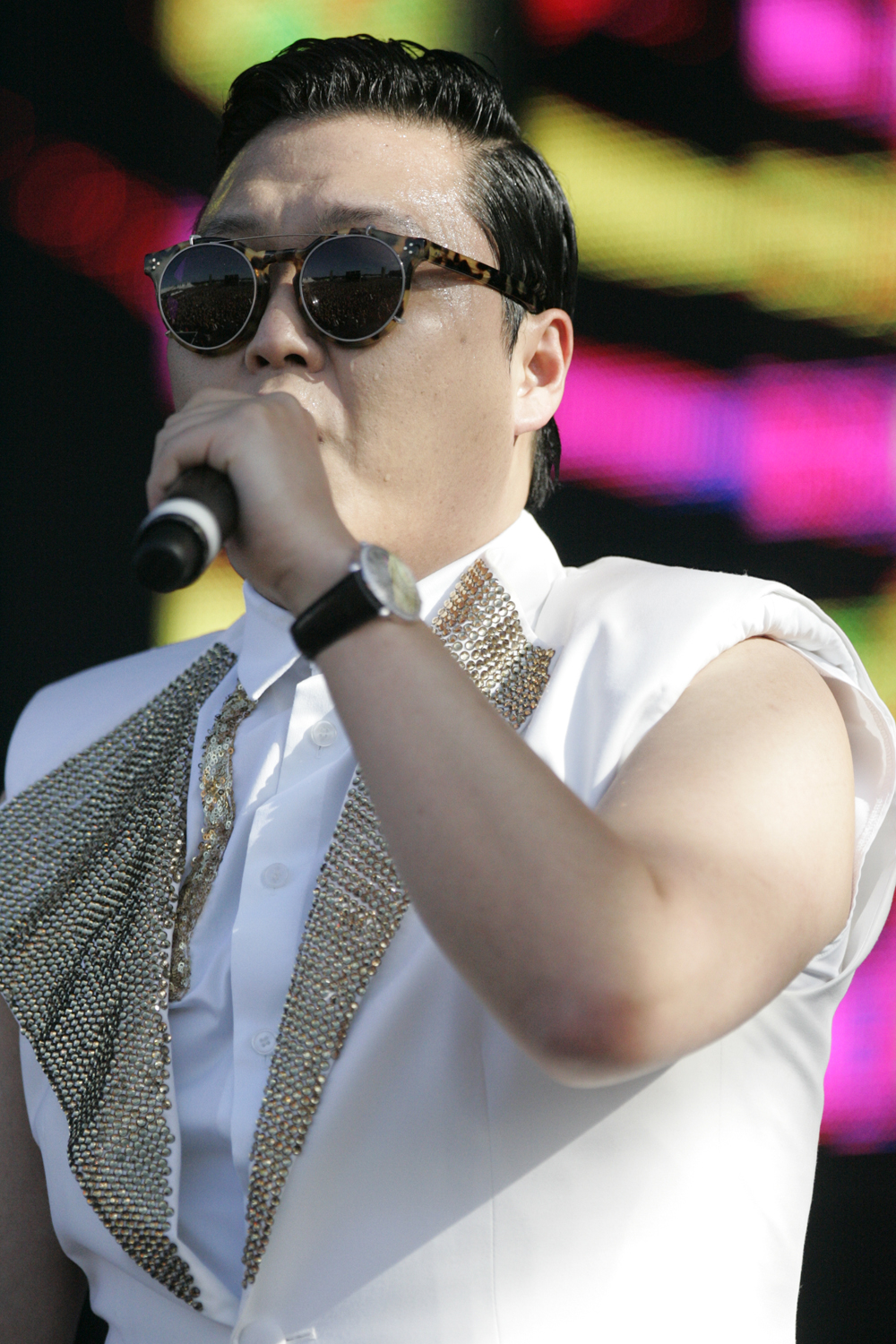
Psy (2013)

Psys Abwesenheit in der K-Pop-Musikbranche hatte zur Folge, dass er allmählich in finanzielle Schwierigkeiten geriet. Um sich beruflich weiterzuentwickeln, wechselte er zu YG Entertainment, einer südkoreanischen Künstleragentur und K-Pop-Musiklabel.
Da der südkoreanische Musikmarkt vergleichsweise klein ist, pflegen koreanische Musiklabels ihre K-Pop-Songs auf YouTube zu veröffentlichen, um dadurch ein weltweites Publikum zu erreichen. Durch die Koreanische Welle verfügen K-Pop-Künstler über einen großen Bekanntheitsgrad, vor allem in Teilen Südamerikas, in ganz Südostasien und in Japan. Am 7. Januar 2012 trat Psy zusammen mit Big Bang und 2NE1 vor 80.000 Fans in Osaka auf. Es war Psys erster musikalischer Auftritt im Ausland.

### 2012–heute:Gangnam Styleund der internationale Durchbruch
Am 15. Juli 2012 wurde Gangnam Style von seinem Musiklabel YG Entertainment veröffentlicht. Allein in den USA wurde das Lied über vier Millionen Mal gekauft. Auf YouTube wurde der Song mehr als 5,6 Milliarden Mal (Stand: August 2025) aufgerufen. Zahlreiche US-amerikanische Medien bezeichneten 2012 als das Jahr des K-Pop, nicht zuletzt auch dank des Erfolges von Gangnam Style.
Weltweit wurden unter anderem in Australien, Belgien, Bulgarien, Dänemark, Deutschland, Finnland, Frankreich, Großbritannien, Italien, Kanada, Libanon, Luxemburg, Mexiko, den Niederlanden, Neuseeland, Norwegen, Österreich, Portugal, Russland, der Schweiz, Spanien, Südkorea und Tschechien Spitzenpositionen in den Singlecharts erreicht.

„Es wird nur eine Frage der Zeit sein, bis K-Pop viele andere erfolgreiche Musiker wie mich hervorbringt.“

Im April 2013 begannen YG Entertainment und Psy mit den Dreharbeiten für die Single Gentleman. Die Single gehörte am Tag ihrer Veröffentlichung in Südkorea zu den am meisten heruntergeladenen Titeln. Im selben Jahr wurde bekannt, dass Psy mit Steven Tyler, Sänger der Band Aerosmith, einen prominenten Gast für sein neues Album hat.
Am 15. Mai 2018 gab YG Entertainment bekannt, dass der Vertrag mit Psy aufgelöst worden sei und er die Agentur nach acht Jahren Zusammenarbeit verlassen werde.
Am 24. Januar 2019 gab Psy über Instagram die Gründung seiner eigenen Agentur mit dem Namen „P Nation“ bekannt. Noch am gleichen Tag begrüßte Psy, ebenfalls via Instagram, die Rapperin Jessi in seiner neuen Agentur. Später traten auch Hyuna und E-Dawn der Agentur bei.
2021 organisierte Psy zusammen mit J. Y. Park die SBS Reality-Survival-Show Loud, in der Kandidaten um Plätze in zwei Boygroups konkurrierten, von denen die eine unter JYP Entertainment und die andere unter P Nation unter Vertrag genommen werden sollte. 
Am 17. Mai 2022 debütierte daraufhin TNX, die erste Idol-Gruppe unter dem Label P Nation.

## Rekorde
Psy hielt und hält eine ganze Reihe von Guinness-Rekorden, unter anderem:
- Die „meisten Likes bei einem YouTube-Video“ (Gangnam Style)[18] (bis 17. November 2016[19])
- Das „erste Video mit 2 Milliarden Aufrufen bei YouTube“ (Gangnam Style)[20]
- Das „Video mit den meisten Klicks (38 Millionen) innerhalb von 24 Stunden“ (Gentleman)[18]

## Diskografie

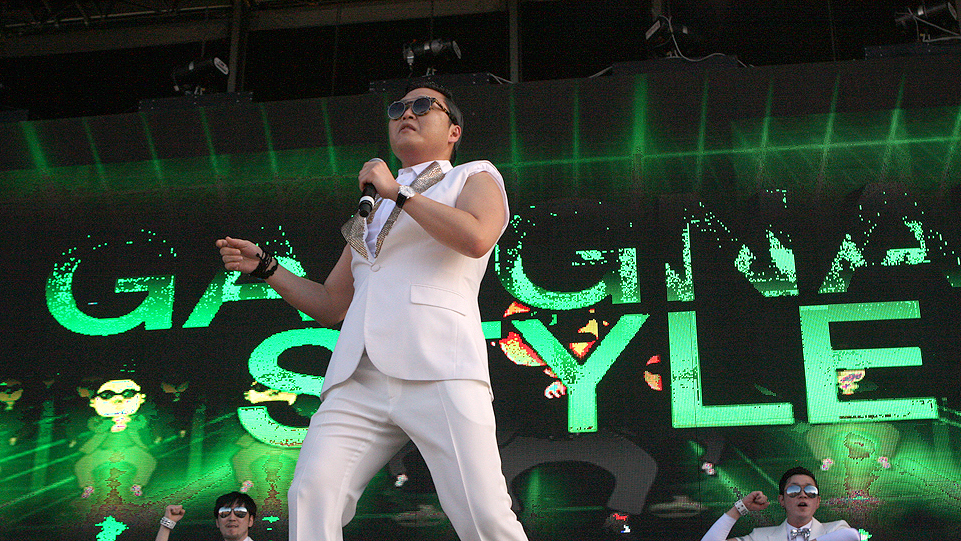
Psy in Sydney (2012)

### Studioalben
| Jahr | Titel                      | Höchstplatzierung, Gesamtwochen, AuszeichnungChartsChartplatzierungen (Jahr, Titel, Platzierungen, Wochen, Auszeichnungen, Anmerkungen) | Anmerkungen                              |
| Jahr | Titel                      | KR | Anmerkungen                              |
| ---- | -------------------------- | --- | ---------------------------------------- |
| 2001 | Psy from the Psycho World! | — | Erstveröffentlichung: 19. Januar 2001    |
| 2002 | Ssa2                       | — | Erstveröffentlichung: 17. Januar 2002    |
| 2002 | 3 Mai                      | — | Erstveröffentlichung: 19. September 2002 |
| 2006 | Ssajib                     | — | Erstveröffentlichung: 24. Juli 2006      |
| 2010 | PsyFive                    | KR6 (20 Wo.)KR | Erstveröffentlichung: 20. Oktober 2010   |
| 2015 | Chiljip Psy-da             | KR6 (5 Wo.)KR | Erstveröffentlichung: 1. Dezember 2015   |
| 2017 | 4X2=8                      | KR5 (4 Wo.)KR | Erstveröffentlichung: 10. Mai 2017       |
| 2022 | PSY 9th                    | KR37 (4 Wo.)KR | Erstveröffentlichung: 29. April 2022     |

### EPs
| Jahr | Titel                     | Höchstplatzierung, Gesamtwochen, AuszeichnungChartsChartplatzierungen (Jahr, Titel, Platzierungen, Wochen, Auszeichnungen, Anmerkungen) | Anmerkungen                         |
| Jahr | Titel                     | KR | Anmerkungen                         |
| ---- | ------------------------- | --- | ----------------------------------- |
| 2012 | Psy 6 (Six Rules), Part 1 | KR1 (49 Wo.)KR | Erstveröffentlichung: 15. Juli 2012 |

### Remixalben
- 2005: Remake & Mix 18 Beon

### Singles
| Jahr | Titel Album                                                 | Höchstplatzierung, Gesamtwochen, AuszeichnungChartplatzierungen (Jahr, Titel, Album, Platzierungen, Wochen, Auszeichnungen, Anmerkungen) | Höchstplatzierung, Gesamtwochen, AuszeichnungChartplatzierungen (Jahr, Titel, Album, Platzierungen, Wochen, Auszeichnungen, Anmerkungen) | Höchstplatzierung, Gesamtwochen, AuszeichnungChartplatzierungen (Jahr, Titel, Album, Platzierungen, Wochen, Auszeichnungen, Anmerkungen) | Höchstplatzierung, Gesamtwochen, AuszeichnungChartplatzierungen (Jahr, Titel, Album, Platzierungen, Wochen, Auszeichnungen, Anmerkungen) | Höchstplatzierung, Gesamtwochen, AuszeichnungChartplatzierungen (Jahr, Titel, Album, Platzierungen, Wochen, Auszeichnungen, Anmerkungen) | Höchstplatzierung, Gesamtwochen, AuszeichnungChartplatzierungen (Jahr, Titel, Album, Platzierungen, Wochen, Auszeichnungen, Anmerkungen) | Anmerkungen                                                |
| Jahr | Titel Album                                                 | DE | AT | CH | UK | US | KR | Anmerkungen                                                |
| --- | ----------------------------------------------------------- | --- | --- | --- | --- | --- | --- | ---------------------------------------------------------- |
| 2010 | Ring For Me Once Again –                                    | — | — | — | — | — | KR90 (1 Wo.)KR | Erstveröffentlichung: 28. März 2010 mit Kim Jang-hoon      |
| 2010 | In My Eyes PSYfive                                          | — | — | — | — | — | KR11 (9 Wo.)KR | Erstveröffentlichung: 13. Oktober 2010 feat. Lee Jae-hoon  |
| 2010 | Thank You PSYfive                                           | — | — | — | — | — | KR16 (8 Wo.)KR | Erstveröffentlichung: 13. Oktober 2010 feat. Seo In-young  |
| 2010 | Right Now PSYfive                                           | — | — | — | — | — | KR4 (12 Wo.)KR | Erstveröffentlichung: 20. Oktober 2010                     |
| 2010 | Emergency 20th Anniversary (Best Collection & Tributealbum) | — | — | — | — | — | KR79 (1 Wo.)KR | Erstveröffentlichung: 2010 Shin Seung Hun feat. Psy        |
| 2012 | Gangnam Style Psy 6 (Six Rules), Part 1                     | DE1 ×5Fünffachgold · (50 Wo.)DE | AT1 ×2Doppelplatin · (42 Wo.)AT | CH1 ×3Dreifachplatin · (42 Wo.)CH | UK1 ×3Dreifachplatin · (55 Wo.)UK | US2 ×5Fünffachplatin + Fünffachplatin (Video-Single) · (31 Wo.)US                                                                        | KR1 (24 Wo.)KR | Erstveröffentlichung: 15. Juli 2012 Verkäufe: + 15.876.134 |
| 2013 | Gentleman –                                                 | DE12 Gold · (21 Wo.)DE | AT7 (19 Wo.)AT | CH3 (17 Wo.)CH | UK10 Silber · (19 Wo.)UK | US5 (16 Wo.)US | KR1 (14 Wo.)KR | Erstveröffentlichung: 12. April 2013                       |
| 2014 | Hangover –                                                  | — | — | — | — | US26 (1 Wo.)US | — | Erstveröffentlichung: 8. Juni 2014 feat. Snoop Dogg        |
| 2015 | Daddy PSY’s 7th Album                                       | — | — | — | — | US97 (1 Wo.)US | KR1 (17 Wo.)KR | Erstveröffentlichung: 30. November 2015 feat. CL           |
| 2015 | Napal Baji PSY’s 7th Album                                  | — | — | — | — | — | KR2 (16 Wo.)KR | Erstveröffentlichung: 30. November 2015                    |
| 2017 | I Luv It PSY 8th 4X2=8                                      | — | — | — | — | — | KR1 (19 Wo.)KR | Erstveröffentlichung: 10. Mai 2017                         |
| 2017 | New Face PSY 8th 4X2=8                                      | — | — | — | — | — | KR3 (23 Wo.)KR | Erstveröffentlichung: 10. Mai 2017                         |
| 2017 | Love PSY 8th 4X2=8                                          | — | — | — | — | — | KR12 (5 Wo.)KR | Erstveröffentlichung: 17. Juli 2017 feat. Taeyang          |
| 2022 | That That Psy 9th                                           | — | — | CH98 (1 Wo.)CH | UK61 (1 Wo.)UK | US80 (1 Wo.)US | KR1 Platin (Streaming) · (50 Wo.)KR | Erstveröffentlichung: 29. April 2022 feat. Suga            |
| 2022 | Celeb Psy 9th                                               | — | — | — | — | — | KR23 (9 Wo.)KR | Erstveröffentlichung: 5. Mai 2022                          |
| 2022 | Happier Psy 9th                                             | — | — | — | — | — | KR134 (2 Wo.)KR | Erstveröffentlichung: 2022 feat. Crush                     |
| 2022 | Everyday Psy 9th                                            | — | — | — | — | — | KR185 (1 Wo.)KR | Erstveröffentlichung: 2022                                 |
| Folgende Lieder erschienen nicht als Single, wurden aber durch das Album zum Download und Streaming bereitgestellt und konnten somit eine Platzierung erlangen: |                                                             | | | | | | |                                                            |
| |                                                             | | | | | | |                                                            |
| 2010 | Mr. Ssa PSYfive                                             | — | — | — | — | — | KR78 (2 Wo.)KR |                                                            |
| 2010 | My World Big Thing OST                                      | — | — | — | — | — | KR81 (1 Wo.)KR |                                                            |
| 2010 | That’s Why PSYfive                                          | — | — | — | — | — | KR83 (2 Wo.)KR | feat. Jung Yup                                             |
| 2012 | Father (Live at Summer Stand Festival) –                    | — | — | — | — | — | KR29 (1 Wo.)KR |                                                            |
| 2012 | Korea –                                                     | — | — | — | — | — | KR75 (1 Wo.)KR |                                                            |
| 2012 | Passionate Goodbye Psy’s Best 6th Part 1                    | — | — | — | — | — | KR4 (18 Wo.)KR | feat. Sung Si-kyung                                        |
| 2012 | Blue Frog Psy’s Best 6th Part 1                             | — | — | — | — | — | KR9 (11 Wo.)KR | feat. G-Dragon                                             |
| 2012 | Year of 77 Psy’s Best 6th Part 1                            | — | — | — | — | — | KR10 (12 Wo.)KR | feat. Leessang & Kim Jin-pyo                               |
| 2012 | What Would Have Been Psy’s Best 6th Part 1                  | — | — | — | — | — | KR11 (19 Wo.)KR | feat. Lena Park                                            |
| 2012 | Never Say Goodbye Psy’s Best 6th Part 1                     | — | — | — | — | — | KR14 (8 Wo.)KR | feat. Yoon Do-hyun                                         |
| 2013 | It’s Art PSYfive                                            | — | — | — | — | — | KR51 (1 Wo.)KR |                                                            |
| 2015 | Dream PSY’s 7th Album                                       | — | — | — | — | — | KR5 (12 Wo.)KR | feat. Xia                                                  |
| 2015 | I Remember You PSY’s 7th Album                              | — | — | — | — | — | KR10 (9 Wo.)KR | feat. Zion.T                                               |
| 2015 | Ahjussi Swag PSY’s 7th Album                                | — | — | — | — | — | KR17 (3 Wo.)KR | feat. Gaeko                                                |
| 2015 | Dance Jockey PSY’s 7th Album                                | — | — | — | — | — | KR19 (2 Wo.)KR |                                                            |
| 2015 | ROCKnROLLbaby PSY’s 7th Album                               | — | — | — | — | — | KR20 (2 Wo.)KR | feat. will.i.am                                            |
| 2015 | The Day Will Come PSY’s 7th Album                           | — | — | — | — | — | KR22 (2 Wo.)KR | feat. Jeon In-kwon                                         |
| 2015 | Sing (PSYmix) PSY’s 7th Album                               | — | — | — | — | — | KR28 (2 Wo.)KR | mit Ed Sheeran                                             |
| 2017 | Bomb PSY 8th 4X2=8                                          | — | — | — | — | — | KR14 (5 Wo.)KR | feat. B.I. & Bobby                                         |
| 2017 | We Are Young PSY 8th 4X2=8                                  | — | — | — | — | — | KR32 (2 Wo.)KR |                                                            |
| 2017 | Rock Will Never Die PSY 8th 4X2=8                           | — | — | — | — | — | KR44 (1 Wo.)KR |                                                            |

Weitere Singles
- 2001: Bird
- 2002: Singosik
- 2002: Bird 2 (feat. Kim Hyun-juk)
- 2002: Champion
- 2002: Paradise (feat. Lee Jae-hoon)
- 2006: Artists
- 2006: 2 Beautiful Goodbyes (feat. Lee Jae-Hoon)
- 2006: We Are the One
- 2006: Calling You Because It’s Raining
- 2012: Oppa Is Just My Style (feat. Hyuna)

## Auszeichnungen für Musikverkäufe
| Goldene Schallplatte - Australien - 2013: für die Single Gentleman - Finnland - 2013: für die Single Gangnam Style - Italien - 2013: für die Single Gentleman - Japan - 2014: für die Single Gangnam Style (Digital) - Neuseeland - 2013: für die Single Gentleman - 2022: für das Album Psy 6 (Six Rules), Part 1 Platin-Schallplatte - Brasilien - 2024: für die Single Gentleman - Dänemark - 2012: für die Single Gangnam Style - 2013: für das Streaming Gentleman - Schweden - 2013: für die Single Gentleman - Spanien - 2012: für die Single Gangnam Style | 2× Platin-Schallplatte - Belgien - 2013: für die Single Gangnam Style 3× Platin-Schallplatte - Dänemark - 2013: für das Streaming Gangnam Style - Italien - 2012: für die Single Gangnam Style 4× Platin-Schallplatte - Kanada - 2012: für die Single Gangnam Style - Schweden - 2013: für die Single Gangnam Style 5× Platin-Schallplatte - Neuseeland - 2015: für die Single Gangnam Style 10× Platin-Schallplatte - Australien - 2013: für die Single Gangnam Style 10× Diamantene Schallplatte - Brasilien - 2024: für die Single Gangnam Style |

Anmerkung: Auszeichnungen in Ländern aus den Charttabellen bzw. Chartboxen sind in ebendiesen zu finden.
| Land/RegionAuszeichnungen für Musikverkäufe (Land/Region, Auszeichnungen, Verkäufe, Quellen) | Silber  | Gold     | Platin       | Diamant       | Verkäufe  | Quellen              |
| -------------------------------------------------------------------------------------------- | ------- | -------- | ------------ | ------------- | --------- | -------------------- |
| Australien (ARIA)                                                                            | —       | Gold1    | 10× Platin10 | —             | 735.000   | aria.com.au          |
| Belgien (BRMA)                                                                               | —       | —        | 2× Platin2   | —             | 60.000    | ultratop.be          |
| Brasilien (PMB)                                                                              | —       | —        | Platin1      | 10× Diamant10 | 2.560.000 | pro-musicabr.org.br  |
| Dänemark (IFPI)                                                                              | —       | —        | 5× Platin5   | —             | 30.000    | ifpi.dk              |
| Deutschland (BVMI)                                                                           | —       | 2× Gold2 | 2× Platin2   | —             | 900.000   | musikindustrie.de    |
| Finnland (IFPI)                                                                              | —       | Gold1    | —            | —             | 9.025     | ifpi.fi              |
| Italien (FIMI)                                                                               | —       | Gold1    | 3× Platin3   | —             | 120.000   | fimi.it              |
| Japan (RIAJ)                                                                                 | —       | Gold1    | —            | —             | 100.000   | riaj.or.jp           |
| Kanada (MC)                                                                                  | —       | —        | 4× Platin4   | —             | 320.000   | musiccanada.com      |
| Neuseeland (RMNZ)                                                                            | —       | 2× Gold2 | 5× Platin5   | —             | 90.000    | radioscope.co.nz NZ2 |
| Österreich (IFPI)                                                                            | —       | —        | 2× Platin2   | —             | 60.000    | ifpi.at              |
| Schweden (IFPI)                                                                              | —       | —        | 5× Platin5   | —             | 200.000   | sverigetopplistan.se |
| Schweiz (IFPI)                                                                               | —       | —        | 3× Platin3   | —             | 90.000    | hitparade.ch         |
| Spanien (Promusicae)                                                                         | —       | —        | Platin1      | —             | 40.000    | elportaldemusica.es  |
| Südkorea (KMCA)                                                                              | —       | —        | Platin1      | —             | 3.842.109 | circlechart.kr       |
| Vereinigte Staaten (RIAA)                                                                    | —       | —        | 10× Platin10 | —             | 5.250.000 | riaa.com             |
| Vereinigtes Königreich (BPI)                                                                 | Silber1 | —        | 3× Platin3   | —             | 2.000.000 | bpi.co.uk            |
| Insgesamt                                                                                    | Silber1 | 8× Gold8 | 57× Platin57 | 10× Diamant10 |           |                      |